# Fonamentalisme jueu
El fonamentalisme jueu (en hebreu: פונדמנטליזם יהודי) pot referir-se als militants del sionisme religiós, als jueus asquenazites o els practicants ultraortodoxos del judaisme haredí. El terme fonamentalisme es va usar originàriament amb referència al fonamentalisme cristià, però avui dia es refereix comunament als moviments antimodernistes de qualsevol religió que es basa en la interpretació literal de les escriptures religioses.